# Distretto di Santillana
Il distretto di Santillana è uno degli otto distretti della provincia di Huanta, in Perù. Si trova nella regione di Ayacucho e si estende su una superficie di 902,1 chilometri quadrati.

Istituito il 21 dicembre 1918, ha per capitale la città di San José de Secce; nel censimento del 2005 contava 7.305 abitanti.